# Karl Löb
Karl Löb ou Loeb (né le 15 mars 1910 à Teplitz (actuellement Teplice en Tchéquie), mort le 20 janvier 1983 à Berlin-Ouest) est un directeur de la photographie allemand.

## Biographie
Ce fils d'un propriétaire de cinéma arrive à Berlin en 1927 et devient l'assistant du directeur de la photographie Charles Stumar. En 1930, il assiste Willy Winterstein avec qui il signe ensuite la photographie. Sous la direction de Carl Hoffmann, il accède au poste de chef en 1936.
Durant la Seconde Guerre mondiale, Löb est dès le début à côté des soldats et participe à la propagande de la Wehrmacht en faisant son métier pour des documentaires comme Deutschtum in der Slowakei en 1943. De même, certains reportages de Die Deutsche Wochenschau sur le front de l'Est sont de lui.
Après la guerre, il crée à Berlin un studio avec le photographe Leo Weisse qui vit principalement de portraits de soldats alliés. Puis il travaille comme photographe au Schlosspark Theater. En 1950, il reprend la direction de la photographie avec Fritz Arno Wagner.
Il connaît le succès dans les années 1960 en jouant un rôle majeur dans les adaptations d'Edgar Wallace. De même, il participe aux adaptations de Karl May et du docteur Mabuse.

## Filmographie
- 1931 : La Mouche espagnole (Die spanische Fliege) de Georg Jacoby
- 1934 : ...heute abend bei mir
- 1936 : Die Leute mit dem Sonnenstich
- 1937 : Signal in der Nacht
- 1937 : Ab Mitternacht
- 1939 : Die gute alte Zeit
- 1939 : Das große Los
- 1939 : Der Florentiner Hut
- 1939 : On a volé un homme
- 1940 : Seitensprünge
- 1940 : Krambambuli
- 1950 : Rêves mortels
- 1951 : Die Frauen des Herrn S.
- 1951 : Torreani
- 1952 : Der Fürst von Pappenheim
- 1952 : Vienne, premier avril an 2000
- 1952 : Mein Herz darfst du nicht fragen
- 1953 : Fräulein Casanova
- 1953 : La Rose de Stamboul
- 1953 : Der Vetter aus Dingsda (de)
- 1954 : Der treue Husar
- 1954 : Clivia
- 1954 : Schützenliesel
- 1955 : Bal au Savoy
- 1955 : Le 20 Juillet
- 1955 : Liebe, Tanz und 1000 Schlager
- 1955 : Musik im Blut
- 1956 : Rosel vom Schwarzwald
- 1956 : Der erste Frühlingstag
- 1956 : Die schöne Meisterin
- 1957 : Einmal eine große Dame sein
- 1957 : Les Frénétiques
- 1958 : Wenn Frauen schwindeln
- 1958 : Ohne Mutter geht es nicht
- 1958 : Münchhausen in Afrika
- 1958 : Der Stern von Santa Clara (de)
- 1958 : Scala – total verrückt (de)
- 1959 : Und das am Montagmorgen
- 1959 : Melodie und Rhythmus
- 1959 : Le Gang descend sur la ville (de)
- 1959 : Was eine Frau im Frühling träumt
- 1960 : Cambriolage en musique
- 1960 : Ich zähle täglich meine Sorgen (de)
- 1960 : Le Diabolique Docteur Mabuse
- 1960 : Sabine und die 100 Männer
- 1961 : Les Mystères de Londres
- 1961 : Der Fälscher von London
- 1961 : Le Retour du docteur Mabuse
- 1961 : Unser Haus in Kamerun (de)
- 1962 : Ich kann nicht länger schweigen (de)
- 1962 : La Porte aux sept serrures
- 1962 : Le Requin harponne Scotland Yard
- 1962 : Hochzeit am Neusiedler See
- 1963 : Unsere tollen Nichten
- 1963 : L'Énigme du serpent noir
- 1963 : Das indische Tuch
- 1963 : Die Nacht am See
- 1963 : La Chevauchée vers Santa Cruz
- 1964 : Unsere tollen Tanten in der Südsee
- 1964  : Le Défi du Maltais (Der Hexer)
- 1964 : Parmi les vautours
- 1965 : Du suif dans l'Orient-Express
- 1965 : Neues vom Hexer
- 1965 : Old Surehand
- 1966 : Lange Beine – lange Finger
- 1966 : Le Bossu de Londres
- 1966 : Tonnerre sur la frontière
- 1966 : In Frankfurt sind die Nächte heiß
- 1966 : Das Spukschloß im Salzkammergut
- 1967 : Das Rasthaus der grausamen Puppen
- 1967  : Le Moine au fouet (Der Mönch mit der Peitsche)
- 1967 : Le Château des chiens hurlants
- 1968 : Im Banne des Unheimlichen
- 1968 : Der Gorilla von Soho (de)
- 1968 : Der Mann mit dem Glasauge
- 1969 : Dr. med. Fabian – Lachen ist die beste Medizin
- 1969 : Unter den Dächern von St. Pauli (de)
- 1969 : Ces messieurs aux gilets blancs (Die Herren mit der weißen Weste)
- 1970 : Hurra, wir sind mal wieder Junggesellen! (de)
- 1970 : Was ist denn bloß mit Willi los? (de)
- 1971 : La Morte de la Tamise
- 1971 : Unser Willi ist der Beste (de)
- 1971 : Willi wird das Kind schon schaukeln (de)
- 1972 : Grün ist die Heide (de)

## Crédit d'auteurs
- (de) Cet article est partiellement ou en totalité issu de l’article de Wikipédia en allemand intitulé « Karl Löb » (voir la liste des auteurs).